# Локомотив (Русе)
«Локомотив» — болгарський футбольний клуб з міста Русе, заснований 4 грудня 1930 року. Попередні назви: ЖСК (1930–1945), «Корабостроїел» (1992–1995). У 2002 році клуб припинив своє існування. 23 червня 2016 року був відновлений після об'єднання ФК «Марисан» (Русе) та «Русе» і став брати участь у Третій аматорській футбольній лізі, від виступів у якій відмовився 2019 року через фінансові проблеми.

## Історія

### Хронологія назв
- ЖСК (4 грудня 1930 р. — жовтень 1945 р.)
- «Локомотив» (жовтень 1945 — 16 лютого 1949)
- «Железничар» (як частина ФД «Дунав») (16 лютого 1949 — жовтень 1949)
- «Торпедо» (жовтень 1949 — січень 1951)
- «Локомотив» (січень 1951 — 30 жовтня 1972)
- «Локомотив» (спортивний клуб при ТДФС «Дунав») (30 жовтня 1972 — 14 листопада 1979)
- «Локомотив» (14 листопада 1979 — серпень 1992)
- «Корабостроїтел» (серпень 1992 — липень 1995)
- «Локомотив» (липень 1995 — 16 липня 2001)
- «Локомотив-Чикаго» (16 липня 2001 — 29 липня 2002)
- «Локомотив» (23 червня 2016. -) (після злиття «Марисана» і «Русе»)[1]

### ЖСК (1930—1945)
«Локомотив» (Русе) — один з перших залізничних клубів у Болгарії. Він був утворений під назвою ЖСК (Железничарски спортен клуб, укр. Залізничний спортивний клуб) у 1928 — 1929 роках і після двох років суперечок з керівництвом Русенського спортивного краю отримав реєстрацію 4 грудня 1930 року — ця дата вважається народженням ФК «Локомотив».
Район, в якому розташовується залізничний клуб, розташований навколо ЛВЗ-Русе та стадіону «Локомотив», включаючи житлові комплекси Локомотив та Вазраджане поруч із Цукровим заводом. Спортивна команда ЖСК отримала досить оригінальну форму — футболки з картатими білими та чорними квадратами, чорні шорти з білою облямівкою та білі або чорні гетри. Перше керівництво клубу включало інженера Сотирова, інженера Петрова, Ст. Доганова, Ів. Янакова та ін.
Золоте десятиліття ЖСК було з 1939 по 1949 рік, коли ця команда була найсильнішою з усіх русенських команд і була беззаперечним лідером вищого міського дивізіону. Команда була включена до чемпіонату міста і в період біля Другої світової війни досягла свого першого великого успіху. В цей час клуб був семиразовим чемпіоном Русе та Русенської спортивної області, завдяки чому зіграв у сезонах 1942, 1943, 1946, 1947, 1948 і 1950 років у найвищому рівні болгарського футболу — Державному чемпіонаті. Найкращий результат був досягнутий у 1943 році, коли команда дійшла до чвертьфіналу. У Кубку Болгарії (тоді Кубок Радянської армії) «Локомотив» (Русе) був півфіналістом у 1946 році. Крім того у 1936 році вони стали відомчими чемпіонами, вигравши кубок Міністерства залізниць, перемігши у фіналі софійський «Локомотив».
Наприкінці 1960-х років ДФС «Локомотив» організував турнір для ветеранів, після якого була створена символічна команда ЖСК за період 1930—1944 рр.:
- 1. Стефан Калинов, Константин Ніколов та М. Куловський
- 2. Стефан Чолаков, Христо Дочев та Йордан Денев
- 3. Атанас Бальбузанов та Св. Петров
- 4. Стоян Русев та Св. Атанасов
- 5. Любен Вилчев та Жечо Жечев
- 6. Кирил Тодорова та Ів. Жечев
- 7. Борис Дюлгеров та В. Денев
- 8. Димитар Горбанов та Н. Маринов
- 9. Георгій Велков та Г. Мілев
- 10. Мілко Мілев та Дімо Пасев
- 11. Лазар Бешев та Атанас Черкезов

У 1944 році клуб офіційно отримав назву «Локомотив» (Русе).

### 1944—1972
Після змін у болгарському футболі в 1948 році «Локомотив» був розформований, хоча це була найсильніша команда Русе на той час. 16 лютого 1949 року було прийнято рішення про створення міського товариства фізичної культури та спорту «Дунав» з головою Іваном Василевим, до якого увійшли п'ять колишніх футбольних клубів — «Динамо» (засноване в 1944 році), «Локомотив» (заснований як ЖСК у 1930 році), «Русенець» (заснований у 1947 році.), «Бенковський» та «Партизанин» (заснований у 1945 році, наступник «Сави»). Однак об'єднання було досить нетривалим і восени того ж року «Дунав» змінив назву на «Торпедо», що використовувалось до 1957 року. Потім об'єднана команда була розділена на відповідні галузеві ДСО.
З 1952 року «Локомотив» відокремився як самостійний клуб і того ж року «залізничники» вперше взяли участь у новоствореній у 1950 році Групі Б, коли другий рівень болгарського футболу був поділений на п'ять підгруп і зайняли 6-е місце у Північно-східній групі Б. У 1954 та 1955 роках «залізничники» посіли двічі п'яте місце у Північно-східній «Б» РФГ.
У травні 1957 року в Русе було створено три міські товариства фізичної культури та спорту: «Локомотив», «Дунав» та «Партизанин», які об'єдналися в 1959 році під назвою «Дунав» (Русе).
Після цього «Локомотив» продовжував існувати як невеликий спортивний клуб на залізничному вузлі Русе. Починаючи з 1956 року, після вильоту з Групи Б грав у регіональних зонах до 1966 року, коли повернувся до другого дивізіону. Тоді «Локомотив» (Русе) зарекомендував себе як друга команда міста. Найбільше досягнення того часу — 6 місце у Північній групі Б у сезонах 1969/70 та 1971/72.

### 1972—1992
З 1972 року, після об'єднання та створення транспортного товариства фізичної культури та спорту — ТДФС «Дунав» (Русе), і до 1981 року «Локомотив» був молодіжним колективом команди «Дунав». У 1981 році ДФС «Локомотив» та його футбольний клуб були відновлені і став грати в регіональних лігах, а в 1984 році «залізничники» повернулися до об'єднаної Групи Б. На той час головним тренером команди був м.с. Тодор Тодоров, а помічником тренера Павел Малинов — колишні гравці «Дунава» та національної збірної. Так у 1980-х роках народилося нове сильне покоління футболістів «Локомотива», яке принесло новий клубний успіх у Кубку Болгарії (чвертьфінал 1985/86) та Кубку Радянської Армії (чвертьфінал у 1984/85 та півфінал у 1988/89).
У сезоні 1985/86 вони вилетіли з Групи Б, а в 1987/88, після першого місця у Північно-східній групі В, клуб повернувся до другого дивізіону. В цьому заслуга тренерської команди Николи Христова та трьох молодих бомбардирів Івана Ігнатова — 8 голів, Томислава Господинова — 17 голів та Пламена Петкова з 2 голами. Останній із них — національний футболіст молодіжної збірної країни та учасник молодіжних чемпіонатів світу, що проходили в СРСР (1985) та Чилі (1987) відповідно.
У сезоні 1991/92 «залізничники» знову виграли Групу В та повернулись до Групи Б.

### «Корабостроїтел» (1992—1995)
Фінансова криза, падіння комуністичного режиму та відхід місцевого керівництва БДЖ призвели до пошуку нових спонсорів. Президентом клубу було обрано Пенко Димитрова, директора русенського суднобудівного заводу. Через це перед сезоном 1992/93 в Групі Б у клубу відбулись серйозні зміни. Клуб було перейменовано на «Корабостроїтел» (укр. «Суднобудівник»), а традиційний червоний та чорний кольори були замінені білим та синім. Однак сезон був більш ніж провальним — клуб фінішував на передостанньому 19-му місці і лише завдяки тому, що Група Б була розділена на дві групи, зберіг свій професіональний статус на наступний сезон.
Там клуб також тривалий час перебував на передостанньому місці, але після приходу досвідченого тренера Никола Христова та кілька якісних гравців — Іво Георгієва, Симеона Кристева, Михаїла Христова та Христофора Цочева — команда провела вражаючу другу половину сезону. Зірка Іво Георгієва піднялася, забивши багато голів, включаючи кілька хет-триків. «Корабостроїтел» вибрався із зони вильоту та закінчив сезон у середині таблиці.
Наступний сезон 1994/95 був найуспішнішим. «Корабостроїтел» мав найсильнішу атаку в групі — 67 голів, але шанс увійти до Групи А втратив. За кілька турів до кінця сезону Русенська верф була оголошена банкрутом, а президент Пенко Димитров був заарештований. Епоха «суднобудівників» закінчилася 5-м місцем у Групі Б, досягнення, яке не повторювалося протягом 40 років (1955). Тренер м.с. Никола Христов (колишній гравець збірної та центральний нападник «Дунава» та ЦСКА) покинув колектив, а з ним і деякі зірки команди, в тому числі і Іво Георгієв (колишній гравець «Дебрецена», Угорщина), який в наступному сезоні став найкращим бомбардиром Групи А зі «Спартаком» (Варна), а також виступав за збірну на Євро-1996.

### 1995—2002
Новим президентом клубу став приватний підприємець Орлін Танов, який повернув клубу назву «Локомотив», а тренером призначив Георгія Велинова. У сезоні 1995/96 «Локомотив» посів 12-е місце у групі Б, а в наступному сезоні 1996/97 вилетів до третього дивізіону.
Наступні 5 років «Локомотив» грав у чемпіонаті Північно-східної групи В, а у складі виступали здебільшого вихованці академії. В останні 2 роки були залучені і досвідчені гравці, зокрема Благовест Георгієв, Мирослав Єнев, Самір Мастанов, Ценко Серафімов та інші. У сезоні 2000/01 «Локомотив» став другим у фінальному заліку. Під час перерви клуб потрапив у серйозну кризу і вже збирався припинити існування.
Втім незабаром він об'єднався з іншою русенською командою третього дивізіону — «Чикаго Файр» і під назвою «Локомотив-Чикаго» в сезоні 2001/02 завоював перше місце і мав повернутись до Групи Б. Але перед новим сезоном виявилось, що клуб не має фінансових можливостей продовжувати свою участь не лише у професіональному рівні, але навіть в нижчих дивізіонах.
Лідери ФК «Локомотив-Чикаго» запропонували міському супернику «Дунаву», який також потрапив у важку фінансову кризу, об'єднатися та сформувати спільний клуб. Однак ця ідея була відкинута, оскільки «Дунав» був акціонерним товариством з муніципальною часткою 34 %, а ФК «Локомотив-Чикаго» — приватний клуб і мерія Русе не мала наміру допомагати жодному з клубів. Врешті-решт, ПФК «Дунав» зумів виправити ситуацію, і новообрана мер Русе Елеонора Николова підтримала «Дунав», який закінчив сезон у Групі Б і вилетів до Групи В, після чого збанкрутував і був закритий.
5 липня 2002 року власники клубу «Локомотив» також оголосили публічно, що у команди немає грошей на старт сезону і він відмовляється від участі у Групі Б. Два співголови Орлін Танов та Венцислав Ангелов вели переговори з місцевими бізнесменами, які виявили бажання перейняти професіональний клуб. Початкова ціна становила 100 000 доларів США, а згодом була знижена до 70 000 доларів. Однак сума кандидатами була оцінена як висока.
29 липня 2002 року Орлін Танов заявив, що закриває клуб. Тренери та гравці, які не отримували зарплати та премії з минулого сезону, тепер звільнені. Згодом Танов повернувся до футбольного життя та з початку 2006 року став спортивно-технічним директором «Дунава» (Русе), а Ангелов відновив свій колишній клуб під назвою «Чикаго Файр», що став виступати в юнацьких лігах, а на сезон 2006/07 заявився до обласної групи.

### Період після закриття
У період 2002—2016 років «Локомотив» не існував. Натомість у 2004 році був створений ФК «Арістон» (Русе), який грав свої матчі чемпіонату на стадіоні «Локомотив» і був неформальним наступником «залізничників».
У червні 2016 року «Локомотив» отримав нову судову реєстрацію та відновив свою діяльність, об'єднавши спортивно-технічне управління та гравців ФК «Марисан» (Русе) та дитячу школу «Русе» та був заявлений до Третьої аматорської ліги. Втім вже 7 серпня 2019 року «Локомотив» (Русе) відмовився від участі з організаційних та фінансових причин.

## Найкращі результати
- Переможець Кубка залізничників (1): (1936)
- 5 місце в державному чемпіонаті (1943)
- Чемпіон Русе та Русенської спортивної області (РСО) (7): 1940, 1942, 1943, 1944, 1946, 1947, 1948)
- Чемпіон Русенської окружної футбольної групи (РОФГ): 1950
- 5 місце у Північній групі Б: 1994/95)
- 5 місце у Північно-східній групі Б: 1955)
- 6 місце в Групі Б: 1969/70, 1971/72
- Півфіналіст Кубка Болгарії: 1946
- Півфіналіст Кубка Радянської Армії: 1946, 1988/89
- Чвертьфіналіст Кубка Радянської Армії: 1984/85
- Чвертьфіналіст Кубка Народної Республіки Болгарія (1985/86)
- 20 сезонів у чемпіонаті Групи Б
- Семиразовий чемпіон Північно-східної групи В
- 3 місце та бронзові медалі міжнародної залізничної першості у Дуйсбурзі, Німеччина (1991).

## Відомі футболісти
- Мільо Мілев
- Стефан Калинов
- Стоїл Русев
- Димитар Гурбанов
- Лазар Башев
- Продан Новаков
- Атанас Черкезов
- Димитар Пасев
- Ганчо Василев
- Кирил Пенев
- Іван Дишлієв
- Йордан Цонев
- Демостен Яков
- Ремзі Нурієв
- Александар Цонев
- Ценко Георгієв
- Никола Неделчев
- Никола Ветронов
- Димитар Митов
- Тихомир Гьоков
- Євтим Николов
- Станчо Димитров
- Методі Методієв
- Христо Станчев
- Димитар Андонов
- Благой Ковачев
- Никола Йорданов
- Борислав Богомилов
- Тома Филипов
- Благовест Георгієв
- Красимир Колев
- Євгеній Ігнатов
- Борислав Стоянов Димитров
- Ілиян Минчев
- Станіслав Пашев
- Сашо Тодоров
- Румен Монев
- Костадин Аврамов
- Пламен Петков
- Ілія Янков
- Димитар Тотев
- Красимир Дончев
- Маріян Тодоров
- Христофор Цочев
- Іво Георгієв
- Симеон Кристев
- Іван Близнаков
- Михаїл Христов
- Стефан Митов
- Ценко Серафимов
- Ілиян Памуков
- Николай Боянов
- Величко Великов
- Пламен Кристев
- Владислав Митков Іванов
- Петар Огнянов Димитров
- Вихрен Узунов
- Мирослав Великов
- Мартин Керчев

У Александара Цонева найбільше матчів за клуб (199), а у Іво Георгієва найбільше голів за клуб (51).

## Відомі тренери
- Георгій Пармаков
- Кирил Манев
- Венці Начев
- Петао Флоров
- Енчо Калайджиєв
- Петро Пенев
- Васил Розсолков
- Атанас Цанов
- Тодор Тодоров
- Никола Христов
- Ремзі Нурієв
- Георгій Велинов
- Борислав Богомилов

## Тренери по сезонах
- Любомир Малинов – 1981/82
- Любомир Малинов – 1982/83
- Тодор Тодоров — 1983/84
- Тодор Тодоров — 1984/85
- Тодор Тодоров — 1985/86
- Петар Колев — 1986/87
- Никола Христов — 1987/88
- Никола Христов — 1988/89
- Атанас Цанов — 1989/90
- Тодор Тодоров — 1990/91
- Тодор Тодоров — 1991/92
- Тодор Тодоров — 1992/93 (осінь)
- Васіл Разсолков — 1992/93 (весна)
- Васіл Разсолков — 1993/94 (осінь)
- Никола Христов — 1993/94 (весна)
- Никола Христов — 1994/95
- Ремзі Нурієв — 1995/96 (осінь)
- Георгій Велинов — 1995/96 (весна)
- Ігнат Младенов — 1995/96 (літо)
- Валентин Василев — 1996/97
- Драгомир Єнчев — 1997/98 (граючий)
- Ремзі Нурієв — 1998/99
- Петар Колев — 1999/2000
- Валерій Кулинов — 2000/01
- Димитар Димитров — 2001/02